# Třetužel
Třetužel (Duits: Tretuschel) is een Tsjechische plaats in de gemeente Červený Újezd in de regio Midden-Bohemen en maakt deel uit van het district Benešov. Het dorp ligt op ongeveer 4 km afstand van Červený Újezd.
Třetužel telt 8 inwoners (2021).

## Geschiedenis
De eerste schriftelijke vermelding van het dorp dateert van 1318.
Sinds 1967 maakt Třetužel deel uit van de gemeente Červený Újezd.

## Verkeer en vervoer

### Autowegen
Er leidt een regionale weg naar het dorp.

### Spoorlijnen
Er is geen spoorlijn of station in Třetužel. Het dichtstbijzijnde station is in Červený Újezd.

### Buslijnen
Er is geen bushalte in het dorp. De dichstbijzijnde halte is in Červený Újezd.

## Galerij

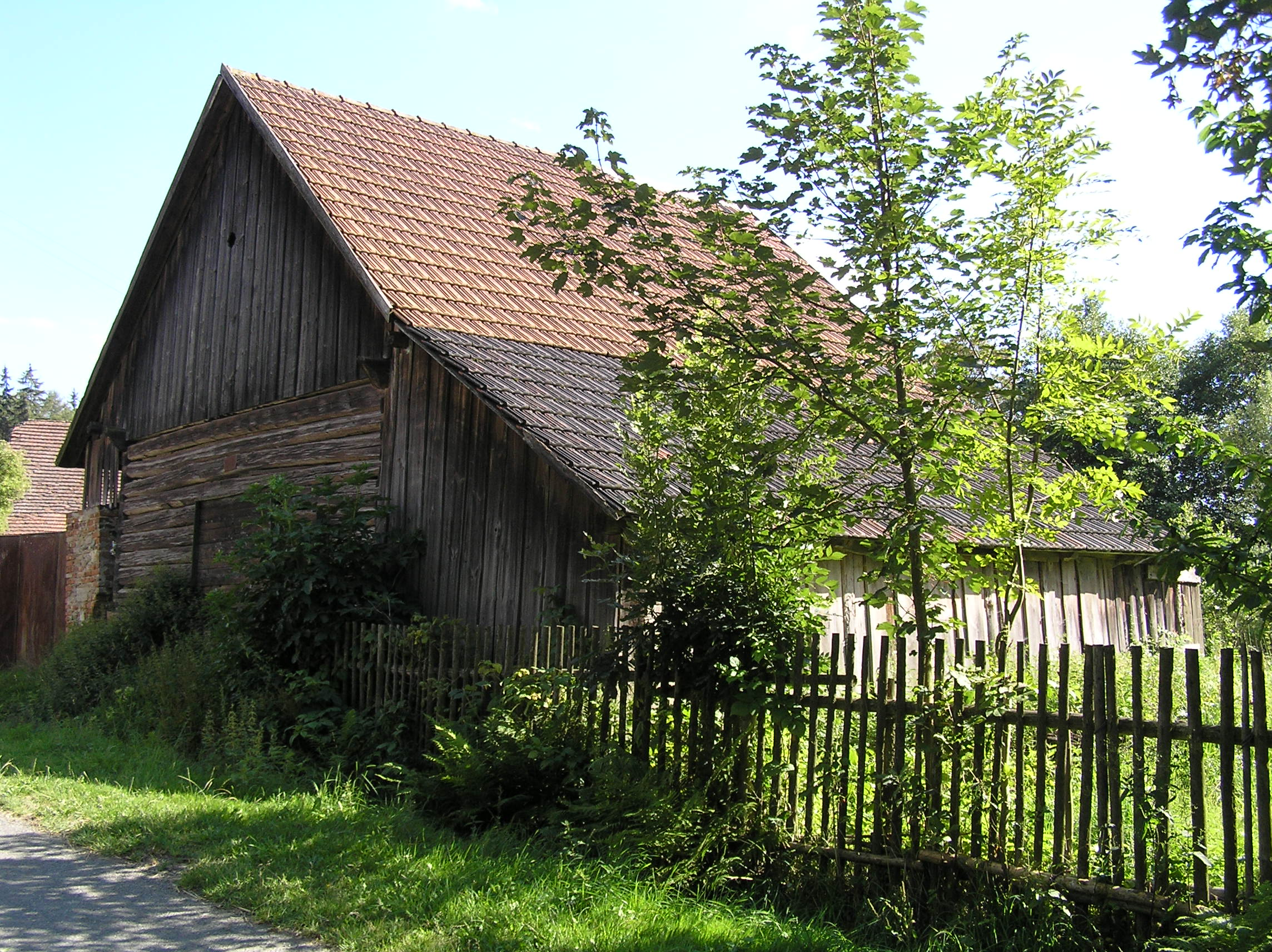
Boerderij in het dorp (2007)
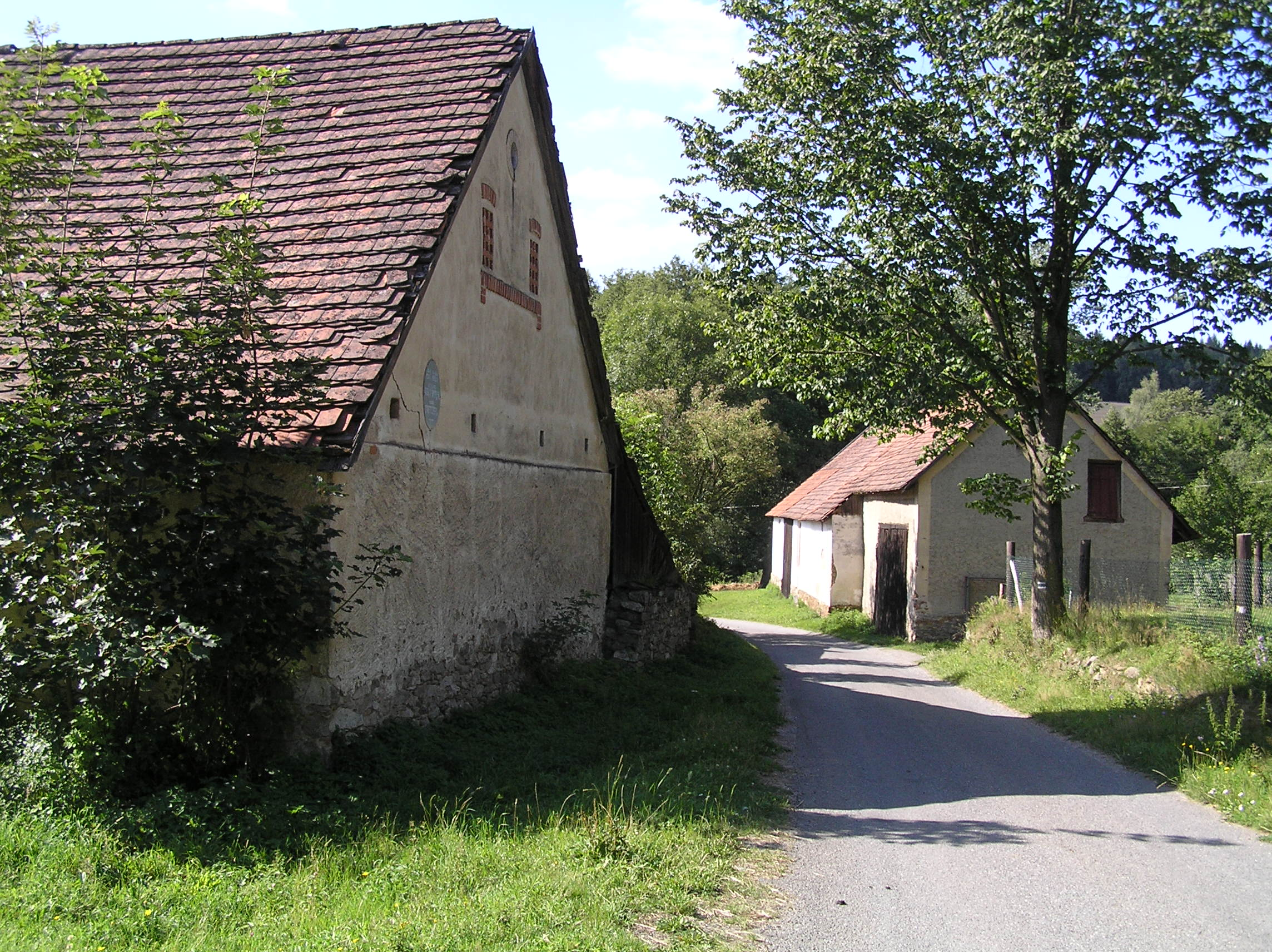
Weg door het dorp (2007)